# Earl of Stamford

Wappen der Earls of Stamford

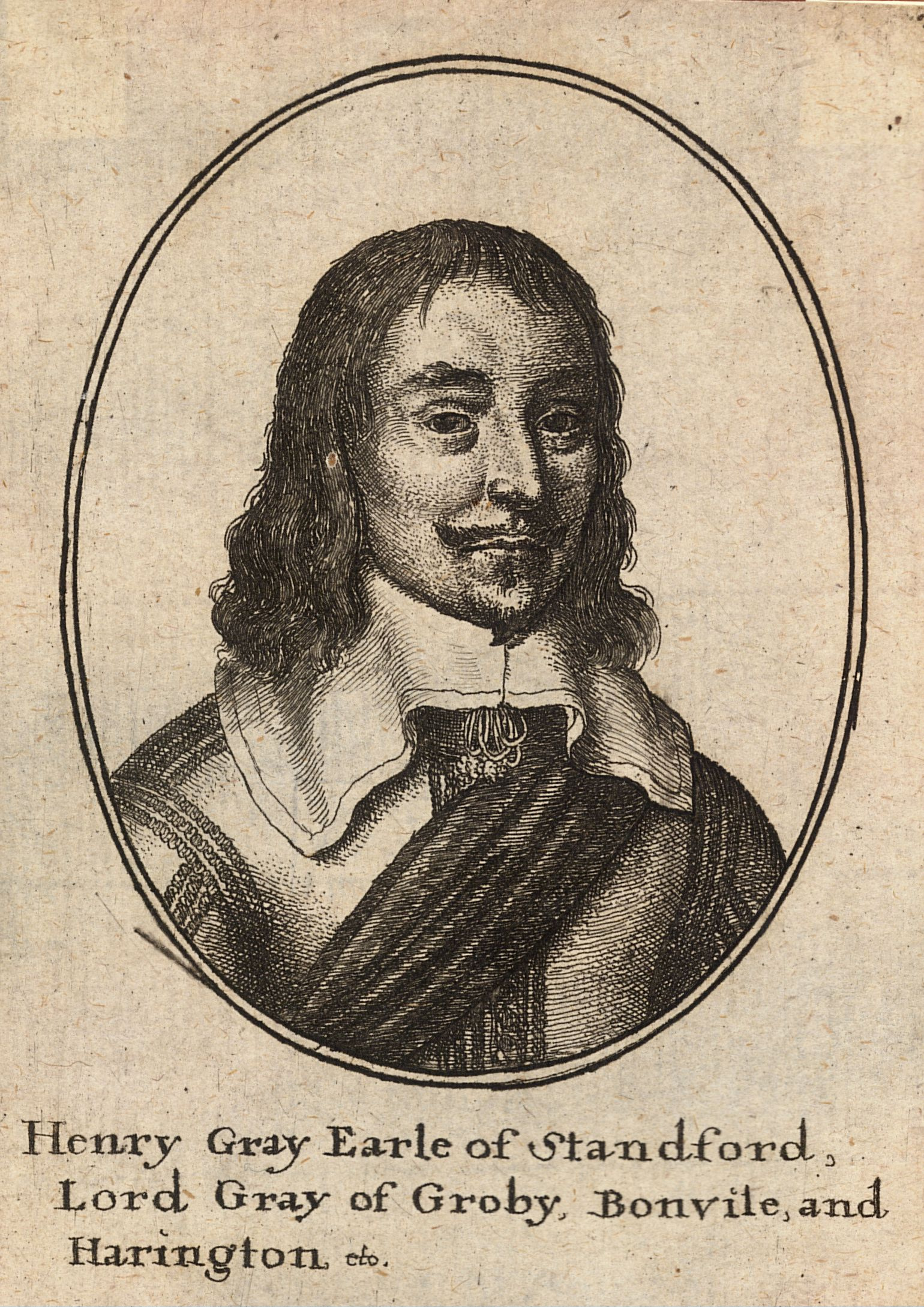
Henry Grey, 1. Earl of Stamford

Earl of Stamford war ein erblicher britischer Adelstitel in der Peerage of England.
Historische Familiensitze der Earls waren Bradgate House (16. Jahrhundert), Dunham Massey Hall und Bradgate House (19. Jahrhundert).

## Verleihung, nachgeordnete und weitere Titel
Der Titel wurde am 26. März 1628 für Henry Grey, 2. Baron Grey of Groby, geschaffen. Er hatte bereits 1614 von seinem Vater den Titel Baron Grey of Groby, in the County of Leicester, geerbt, der diesem am 21. Juli 1603 durch Letters Patent verliehen worden war.
Für seinen Ur-urenkel, den 5. Earl of Stamford, wurden am 22. April 1796 in der Peerage of Great Britain die Titel Earl of Warrington und Baron Delamer neu geschaffen. Sein Großvater mütterlicherseits, George Booth, 2. Earl of Warrington, hatte diese 1758 bzw. 1770 erloschenen Titel bis 1758 innegehabt. Die beiden 1796 geschaffenen Titel erloschen beim Tod seines Urenkels, des 7. Earl of Stamford, am 2. Januar 1883. Das Earldom Earl of Stamford und die Baronie Grey of Groby fielen an dessen Großcousin zweiten Grades als 8. Earl of Stamford.
Der älteste Sohn des 6. Earls erbte am 15. Januar 1833 durch Writ of Acceleration vorzeitig, noch zu Lebzeiten seines Vaters, dessen nachgeordneten Titel 8. Baron Grey of Groby, starb aber noch vor seinem Vater, so dass er nicht auch dessen übrige Titel erbte und die Baronie an seinen Vater zurückfiel.
Beim Tod des 10. Earls, Roger Grey, am 18. August 1976, erloschen die Titel schließlich.

## Liste der Barone Grey of Groby und Earls of Stamford

### Barone Grey of Groby (1603)
- Henry Grey, 1. Baron Grey of Groby (um 1547–1614)
- Henry Grey, 2. Baron Grey of Groby (um 1600–1673) (1628 zum Earl of Stamford erhoben)

### Earls of Stamford (1628)
- Henry Grey, 1. Earl of Stamford (um 1600–1673)
- Thomas Grey, 2. Earl of Stamford (um 1653–1720)
- Henry Grey, 3. Earl of Stamford (1685–1739)
- Harry Grey, 4. Earl of Stamford (1715–1768)
- George Grey, 5. Earl of Stamford, 1. Earl of Warrington (1737–1819) (1796 zum Earl of Warrington erhoben)
- George Grey, 6. Earl of Stamford, 2. Earl of Warrington (1765–1845)
  - George Grey, 8. Baron Grey of Groby (1802–1835)
- George Grey, 7. Earl of Stamford, 3. Earl of Warrington (1827–1883)
- Harry Grey, 8. Earl of Stamford (1812–1890)
- William Grey, 9. Earl of Stamford (1850–1910)
- Roger Grey, 10. Earl of Stamford (1896–1976)